# Parachiridotea panousei
Parachiridotea panousei är en kräftdjursart som beskrevs av Daguerre de Hureaux och Elkaïm 1972. Parachiridotea panousei ingår i släktet Parachiridotea och familjen Chaetiliidae. Inga underarter finns listade i Catalogue of Life.